# Посох и шляпа
«Посох и шляпа» (оригинальное название книги: англ. Sourcery, неологизм, образованный от слов sorcery — «колдовство» и source — «источник», «исток») — юмористическое фэнтези известного английского писателя Терри Пратчетта.
Пятая книга из серии цикла «Плоский мир», третья книга из цикла о волшебнике Ринсвинде.

## Аннотация
И придёт восьмой сын восьмого сына, и покачнется Плоский мир, и поскачут по земле четыре всадника (увы, без лошадей, ибо их увел какой-то ворюга) Абокралипсиса. А крайний, как всегда, Ринсвинд, самый неумелый волшебник на Диске.

## Сюжет
В Плоском мире считается, что когда у восьмого сына рождается восьмой сын, то он непременно становится волшебником. Волшебникам запрещено жениться, не оставляя занятия магией. Сами волшебники объясняют это тем, что семейная жизнь не способствует занятиям магией.
Однажды один волшебник, восьмой сын восьмого сына, презрев все запреты, вопреки магическому Закону и всем разумным доводам «оставил волшебные стены, влюбился и женился (причем, не обязательно в вышеуказанном порядке)». У него родилось семь сыновей, каждый из которых по законам магии с колыбели был как минимум таким же могущественным, как любой другой волшебник в этом мире. А затем у него родился восьмой сын, Койн. «Волшебник в квадрате. Источник чудес. Чудесник».
Чудесник — тот, кто может формировать новые чары из хаотичной сырой магии и создавать новые заклинания. Таких чудесников в истории Диска было не так уж и много, и именно их появление предупреждает магический запрет на продолжение рода волшебниками — они слишком могущественны для полного магией мира.
Обычно чудесники мало интересовались мирскими судьбами, но отец Койна уготовил ему другую судьбу — он хотел, чтобы его сын стал аркканцлером Незримого Университета и правил судьбой мира. Но он не учел одного: что правление чудесника вызовет слишком сильный приток магии в мир. Диктатура магии развяжет ужасную войну, которая погубит весь мир. Другими словами — настанет конец света, или Абокралипсис.
Почётная миссия по предотвращению близящегося конца света выпадает Ринсвинду — тому самому волшебнику, который, по обоснованному мнению некоторых его наставников, не способен был дойти даже до нулевого уровня владения магией, присущего нормальным людям с самого рождения. А помогают ему начинающий герой-варвар, парикмахерша и Шляпа Аркканцлера, которая за две тысячи лет общения с великими волшебниками обрела собственную личность.

## Главные герои
- Ринсвинд
- Сундук
- Канина — дочь Коэна-Варвара, мечтающая о мирной профессии парикмахера. Очень красивая, обладающая природной сексуальностью девушка.
- Найджел Голозад — юный сын торговца овощами, мечтающий о профессии героя-варвара. Внешне — достаточно заурядный паренёк, несколько закомплексованный, но достаточно умный и решительный.
- Креозот — сериф (правитель) аль-Хали, скучающий человек более чем средних лет, не получающий никакого удовольствия от своего безмерного богатства. Сентиментален, пишет плохие стихи, ценит женскую красоту, но предпочитает скорее воспевать её, чем что-то иное, но больше всего ценит интересные сказки, в которых постоянно испытывает недостаток.
- Всадники Абокралипсиса — Война, Голод, Чума и Смерть.